# Pipitka
Pipitka (1225 m) – szczyt w Górach Wołowskich w łańcuchu Rudaw Słowackich. Najwyższy szczyt grupy Pipitki.
Szczyt znajduje się w zachodniej części grupy, w jej głównym grzbiecie, w odległości niespełna 3 km na południowy wschód od Przełęczy Úhorniańskiej. Wznosi się na południe od wsi Úhorná.

## Geologia i morfologia
Pipitka zbudowana jest ze starych skał krystalicznych, które w kilku miejscach wychodzą na powierzchnię w postaci ambon i murów skalnych, a na południowych stokach pod szczytem tworzą spore gołoborze. Stoki są dość strome, miejscami kamieniste, rozczłonkowane dolinkami licznych potoków.

## Flora
Masyw Pipitki prawie w całości pokrywają lasy, w niższych położeniach bukowe, w wyższych – świerkowe. Wierzchołek, w przeszłości odlesiony na skutek intensywnej działalności pasterskiej, w ciągu XX w. zarósł ponownie lasem. W ostatnich latach świerczyny masywu, osłabione przez korniki, zostały przetrzebione licznymi wiatrołomami.

## Wykorzystanie gospodarcze
Od XVIII w. masyw Pipitki był terenem intensywnych prac górniczych. W licznych małych kopalniach na terenach katastralnych wsi Krásnohorské Podhradie i Drnava, których ślady (m.in. sztolnie i hałdy skały płonnej) są widoczne zwłaszcza na południowo-zachodnich i południowych stokach masywu, wydobywano tu do połowy XX w. rudę żelaza.

## Turystyka
Grzbietem masywu Pipitki (omijając jednak sam szczyt nieco od północy) biegnie znakowany kolorem czerwonym  szlak turystyczny, zwany Szlakiem Bohaterów Słowackiego Powstania Narodowego (Cesta hrdinov SNP).
Widoki spod szczytu obejmują pozostałe części Gór Wołowskich, a przy dobrej pogodzie można dojrzeć Tatry. Z podszczytowego gołoborza widać świetnie Kotlinę Rożniawską i płaskowyże Krasu Słowacko-Węgierskiego.